# ثيودور ويليام دوايت
ثيودور ويليام دوايت (بالإنجليزية: Theodore William Dwight)‏ هو أكاديمي أمريكي، ولد في 18 يوليو 1822، وتوفي في 28 يونيو 1892.